# Кића (лист)
Кића лист за шалу, забаву и прикупљање народних умотворина који је излазио са прекидима, прво у Нишу, а потом у Београду од 17. априла 1905. до 29. августа 1926. године.

## Историјат
Кића лист за шалу, забаву и прикупљање народних умотворина прво је излазио у Нишу од 17. априла 1905. године до броја 39/1912. године, када је дошло до прекида излажења због Балканских ратова. 
Наставио је са излажењем септембра 1913. године, али због почетка Првог светског рата, прекида са излажењем  13. јула 1914. године.
Листа Кића наставио је излажење 1922. године, али у Београду. Излазио је до 1926. године са повременим прекидима, углавном због материјалних потешкоћа.

### Власници листа
Лист Кића имао је више власника:
- Мијалко Ј. Оцокољић (1905)
- Тадија П. Костић (1912)
- Стеван Николић (1922)

### Периодичност излажења
Лист је излазио сваке недеље.

### Штампарија
Од првог броја, па све до Првог светског рата, тачније 13. јула 1914. године лист Кића штампала је Прва нишка електрична штампарија Ђорђа Мунца и М. Карића.
Од 1922. године када је лист почео да излази у Београду па све до 1925. године штампала га је Ротациона штампарија Типографија из Београда.
Од 1925. године лист штампа штампарија Родољуб из Београда.

### Цена
Цена листа била је пола динара за Србију.

### Рубрике
- Народне  приповетке
- Народне песме
- Народне питалице
- Народне песме поскочице
- Приче са свих страна
- Шарени листићи
- Вујадин и Обрадин
- Шале и доскочице
- Анегдоте
- О женама и љубави
- Народне загонетке
- Одговори уредништва

## Тематика листа Кића
У то време лист Кића био је веома омињен и радо читан народни лист. У том листу налазиле су се многобројне народне умотворине, тако да је читалачка публика једва чекала сваки следећи број. Његове најлепше приче штампане су у посебним књигама (српске песме, шаљиве приче, загонетке, поскочице, гаталице и друге народне умотворине).

## Галерија
- Насловна страна листа Кића, број 7, од 29. маја 1905. године.
- Кића, број 7, од 29. маја 1905. године, стр.2
- Кића, број 8, од 5. јун 1905. године, стр.2
- Кића, број 8, од 5. јун. 1905. године, стр.3